# David López Silva
David López Silva (Barcelona, 9 de outubro de 1989) é um futebolista profissional espanhol que atua como volante.

## Carreira
David López Silva começou a carreira no RCD Espanyol.

## Títulos
Espanyol
- Segunda Divisão Espanhola: 2020–21[1]
- Supercopa da Catalunha: 2016[1]

Napoli
- Supercopa da Itália: 2014[1]